# Pÿur
Pÿur (Eigenschreibweise PŸUR, Aussprache: /ˈpjʊə̯r/, wie das englische pure) ist eine Marke der Tele Columbus AG. Es handelt sich dabei um die gemeinsame Vertriebsmarke mehrerer Tier-3-Provider mit gemeinsamen Dienstleistungsprodukten, wie Kabelanschlüsse (mit Pay-TV und Fremdsprachenpaketen), Internet und Telefon sowie Triple Play für Geschäfts- und Privatkunden. Der Markenname soll laut eigener Aussage Menschlichkeit, Leistung und Einfachheit ausdrücken und ungewöhnlich sein. Die zwei Punkte über dem Y (Ÿ) sollen an ein Lächeln erinnern.
Tele Columbus übernimmt die Aufgaben einer Holding, ohne Änderung der gesellschaftsrechtlichen Firmierungen und Rechtsverhältnisse. Vorstände sind Markus Oswald (Vorsitzender), Christian Biechteler, Jochen Busch und Nicolai Oswald.

## Geschichte
PŸUR entstand am 4. Oktober 2017 zum Zweck einer gemeinsamen Vermarktung der Produkte von primacom, Martens Deutsche Telekabel, HLkomm, pepcom, Kabel & Medien Service und der bisherigen Tele Columbus. Die Dachmarke umfasst darüber hinaus weitere regionale Netzbetreiber, die unter der gemeinsamen Marke die Produktverfügbarkeit in der Fläche erhöhen.
One Company Strategie
2024 startete die Tele Columbus AG eine One Company Strategie, bei der alle 100%tigen Tochtergesellschaften in die neu geschaffene PYUR Sales & Service GmbH integriert werden sollten. Damit sollte PYUR nicht mehr eine Dachmarke, sondern ein Unternehmen werden. Im Rahmen dieser Strategie wurden die Kundenverträge aller 100%tigen Tochtergesellschaften in die PYUR Sales & Service GmbH überführt und die Tochtergesellschaften bis Ende 2024 aufgelöst.
Für die Kunden hat die Integration in die PYUR Sales & Service GmbH keinen Einfluss. Die bestehenden Verträge und die Versorgung mit Internet-, Telefonie- und TV-Leistungen wurden von der PYUR Sales & Service GmbH nahtlos übernommen.

## Geschäftskundenbereich
Unter der Marke PŸUR Business vertreibt die im Jahr 2000 gegründete HLkomm Telekommunikations GmbH, eine hundertprozentige Tochter der Tele Columbus AG, digitale Lösungen und Produkte (Internet, Vernetzung, Security, Cloud-Dienste, Telefonie, Digital Signage) für Geschäftskunden, darunter die Dienste mehrerer Rechenzentren der Tele-Columbus-Tochterunternehmen. Im Rechenzentrum der Envia TEL in Leipzig befindet sich seit 2022 einer der Internetknoten von DE-CIX.